# Guerres indiennes
Vous pouvez aider à l'améliorer ou bien discuter des problèmes sur sa page de discussion.
- Il ne cite pas suffisamment ses sources. Vous pouvez indiquer les passages à sourcer avec {{référence nécessaire}} ou {{Référence souhaitée}}, et inclure les références utiles en les liant aux notes de bas de page. (Marqué depuis mars 2015)
- Certaines informations devraient être mieux reliées aux sources mentionnées dans la bibliographie ou les liens externes. Améliorez sa vérifiabilité en les associant par des références. (Marqué depuis mars 2015)

- Archive Wikiwix
- Bing
- Cairn
- DuckDuckGo
- E. Universalis
- Gallica
- Google
- G. Books
- G. News
- G. Scholar
- Persée
- Qwant
- (zh) Baidu
- (ru) Yandex
- (wd) trouver des œuvres sur Wikidata

Les guerres indiennes sont l'ensemble des guerres opposant les colons européens puis les gouvernements des États-Unis et du Canada aux peuples nord-amérindiens, de 1778 à 1890. Bien qu'aucune guerre ne fût officiellement déclarée par le Congrès des États-Unis, l'armée américaine fut constamment en guerre contre ces peuples à partir de 1778. Elles se sont prolongées au XIXe siècle par des violences et de nombreux massacres de la part des deux camps. L'historien américain Howard Zinn rappelle que « les gouvernements américains [ont] signé plus de quatre cents traités avec les Amérindiens et les [ont] tous violés, sans exception ». Les conflits entre Européens et Amérindiens débutant dès l'exploration et la colonisation du « Nouveau Monde », les conflits décrits ci-dessous ne sont qu'une fraction de ceux-ci.
L'ensemble des combats et massacres livrés entre les États-Unis ou le Canada et les Amérindiens a fait 19 000 victimes chez les colons et environ 30 000 du côté des peuples nord-amérindiens (hommes, femmes et enfants compris). Estimés à entre 3,8 et 11,5 millions à la fin du XVe siècle, les Indiens d'Amérique du Nord ne sont plus que 250 000 en 1890. Cette hécatombe, sans équivalent dans l'histoire, est due essentiellement aux épidémies et aux famines, les premières provoquées notamment par les virus importés d’Europe contre lesquels les Amérindiens n'étaient pas immunisés, les secondes par les déportations et la chasse intensive du bison dont la population estimée à soixante millions au début du XVIe siècle tombe à un millier à la fin du XIXe siècle.
Les guerres intercoloniales, qui prennent de plus en plus d'ampleur, se mêlent aux guerres coloniales des puissances à mesure que le nombre de colons augmente. Les guerres indiennes comprenaient de nombreuses atrocités, notamment les nettoyages ethniques et des migrations forcées des Amérindiens. Certains historiens caractérisent les guerres indiennes comme un génocide contre les amérindiens par les puissances coloniales,,,,. De plus, certaines tribus indiennes continuent d'exiger la restitution des terres prises par le gouvernement des États-Unis, comme les Black Hills, qui ont été prises aux Lakotas,,,,.

## Les Amérindiens et les guerres entre Européens

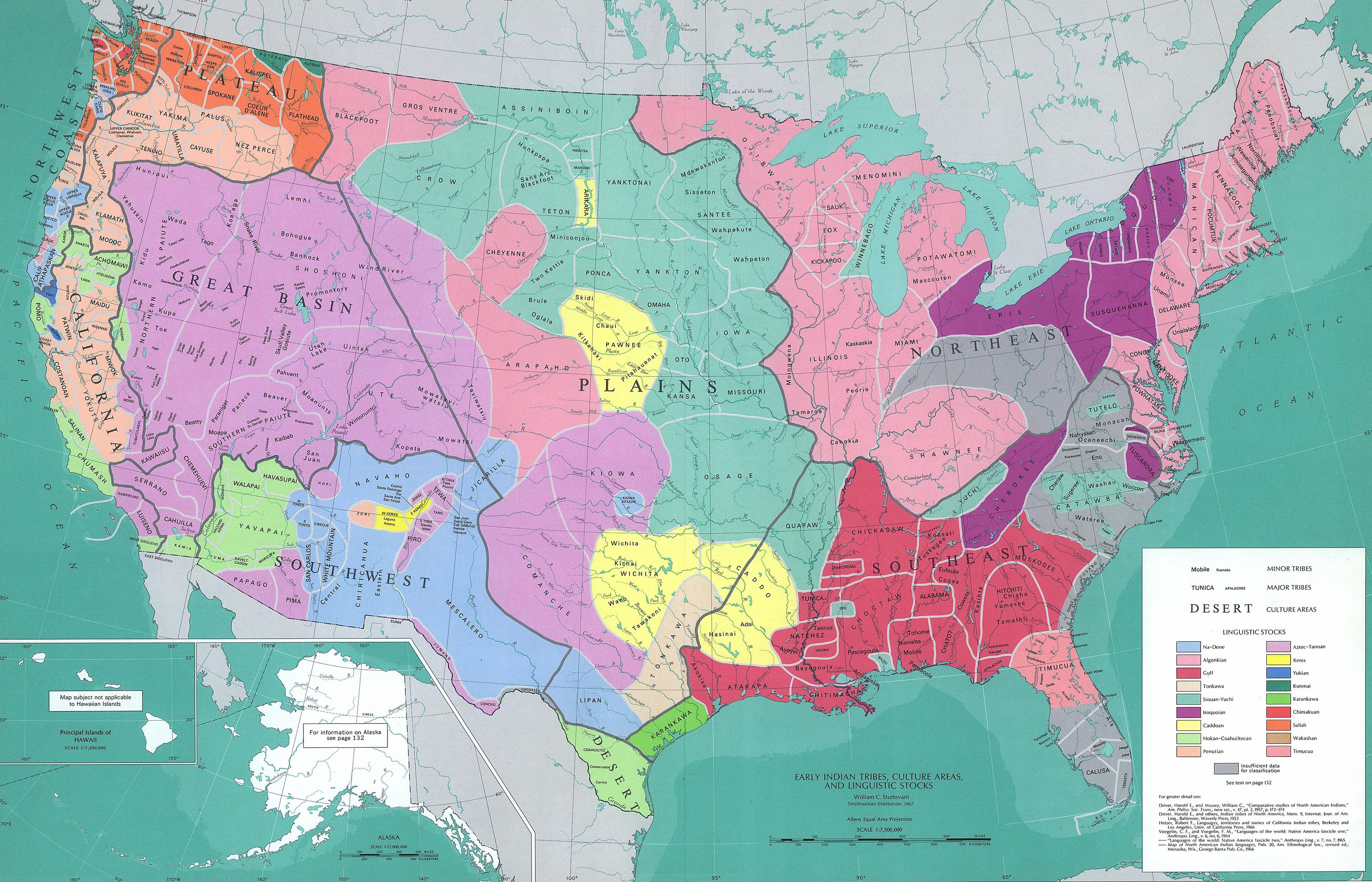
Carte reconstituée des zones géographiques où furent parlées les diverses langues des Amérindiens aux États-Unis.

Du fait que les Amériques sont, peu après leur découverte, traitées par les États européens comme des colonies de peuplement, les alliances avec les autochtones ne pouvaient être que provisoires, puisque vouées à toujours être remises en cause par l'extension territoriale des colons. La mythologie nord-américaine veut que les premiers colons n’aient survécu qu’en adoptant les techniques agricoles des Amérindiens. Les colons firent davantage : ils adoptèrent et adaptèrent également leurs techniques de guerre.
Dans la Nouvelle-Angleterre du XVIIe siècle, les colons découvrent que la collaboration avec les Amérindiens, éclaireurs, alliés au combat, agents de renseignement et instructeurs tactiques, constitue la meilleure prévention contre le désastre militaire. Le conseil du Connecticut suggère à la colonie de la baie du Massachusetts de « concéder (aux alliés amérindiens) tout le butin, de leur donner des vivres, des munitions et une solde tant qu’ils sont en mission ». Mais en Nouvelle-Angleterre, certains préjugés rendent la vie dure aux peuples autochtones, accusés de vendre leur poudre à canon, de prévenir leurs frères amérindiens de l’approche d’une colonne, de se battre sans rigueur ni discipline, à quoi s’ajoute la conviction, solidement enracinée chez des Européens habitués aux batailles rangées en terrain ouvert, que la guerre d’embuscade est déshonorante. Contrairement à leurs cousins « yankees », les colons anglais du Sud n’hésitent pas à constituer des détachements de plusieurs milliers d’hommes pour combattre l’Empire espagnol ou les Français sur la côte du golfe du Mexique ou les tribus turbulentes. En échange de leur concours, les alliés amérindiens reçoivent toute liberté de rançonner les nombreux prisonniers ou les vendre comme esclaves.
Mais les Amérindiens ont leurs limites en tant que soldats et alliés. Le siège, les batailles rangées et la puissance maritime décident de l’issue des guerres impérialistes, et non les tactiques de guérilla, de l’embuscade et du raid. Les 1 200 Amérindiens qui servent sous la coupe des Français et Canadiens à Québec en 1759 ne sauvent ni la ville ni la Nouvelle-France. Les chefs coloniaux sont nombreux à estimer que les alliés amérindiens causent plus de difficultés qu’ils ne sont utiles, et encouragent le développement d’unités de chasseurs à cheval français.
Les forces expéditionnaires des conflits impliquant Français, Canadiens et Amérindiens, issues de la guerre de Sept Ans en Amérique du Nord, constituent un mélange instable de troupes régulières européennes, de colons volontaires et de guerriers amérindiens ne partageant ni les enjeux politiques, ni les méthodes tactiques, ni les notions élémentaires de discipline. Les Amérindiens ont toutefois souvent une utilité complémentaire, au même titre que les partisans soutenant l’action des armées régulières dans une guerre européenne. S’il avait pris la peine de recruter des éclaireurs amérindiens, peut-être Edward Braddock aurait-il évité le massacre de ses troupes par un détachement de Français et d’Amérindiens deux fois moins important, sur la piste de Fort Duquesne (Pittsburgh), en juillet 1755. Moins nombreux sur la scène nord-américaine, les Français ont, plus que les Britanniques, besoin des Amérindiens. La dépendance ainsi créée est parfois aussi fatale que l’absence totale d’auxiliaires indiens. Le désastre de Braddock se trouve partiellement effacé par l’échec de la contre-offensive française contre Fort Edward en septembre 1755. Le commandant français, le baron Dieskau, constate que ses alliés amérindiens répugnent à envahir un territoire britannique et refusent catégoriquement de donner l’assaut contre des fortifications britanniques. La prédilection des Européens pour la guerre de siège semble inutile aux Amérindiens, et incompatible avec les véritables objectifs de la guerre selon eux, l’exaltation de l’honneur individuel et la richesse que confèrent scalps et prisonniers. Les conventions qui régissent la guerre à l’européenne leur sont inintelligibles, sinon grotesques. Lorsque, en 1757, à l'issue de la bataille de Fort William Henry, le marquis de Montcalm accorde les honneurs de la guerre à la garnison britannique, les deux mille Amérindiens qui ont assisté au siège en spectateurs[réf. souhaitée] se jettent sur les prisonniers, en massacrent et en scalpent plus de deux cents.
Il n’échappe pas non plus aux Amérindiens que le contact avec les Européens provoque fièvre et mortalité. Ils se tiennent à l’écart des expéditions françaises pendant les périodes de petite vérole — de 1756 à 1758 —, un facteur qui contribue à maintenir les Français sur la défensive. Entre autres conséquences, les guerres franco-britanniques ont pour effet de diminuer la combativité entre tribus. Il semble bien que, après 1755, les Amérindiens alliés des deux camps aient conclu un accord tacite visant à cesser tout combat tribal. À court terme, les Français pâtissent plus que les Britanniques de ce pacte entre Amérindiens, auquel viennent s’ajouter les maladies. Plus que les colonies britanniques, en effet, la Nouvelle-France est tributaire du concours des Amérindiens.

## Division et recrutement des Amérindiens par les colons
Le caractère primitif et « démocratique » des sociétés amérindiennes, s’il en fait souvent des adversaires pugnaces, finit par vouer leurs résistances à l’échec. Peu d’entre elles présentent un front uni contre l’envahisseur. Elles ne perçoivent pas davantage qu’il s’agit pour elles de mener une guerre de survie, cela rend extrêmement aléatoire tout mouvement unifié de résistance, chaque groupe ou clan décidant pour lui-même s’il est de son intérêt de combattre ou de faire la paix. Entravées par les divisions géographiques, les rivalités de tribu, de clan ou de famille, la fragilité du lien culturel commun, les quelques tentatives de riposte concertée, inspirée par une préoccupation commune, résistent rarement au premier échec militaire.
Le véritable intérêt de leur recrutement n’est pas tactique mais politique et psychologique. La résistance amérindienne n’est en réalité qu’une succession de coalitions fragiles et ponctuelles entre tribus, auxquelles la coopération apparaît comme condition de leur survie. En recrutant parmi eux, les Américains, Canadiens et Mexicains sapent cette cohésion des Amérindiens, et démoralisent les plus acharnés.
Ainsi au cours des années 1830, les États-Unis obtiennent la soumission des Séminoles, en partie grâce au recrutement d’alliés dans cette tribu et dans celle des Creeks et en incitant les esclaves noirs, ralliés aux Amérindiens en révolte, à entrer dans l’US Army contre la promesse de leur affranchissement. Le chef de guerre Osceola se trouve ainsi privé d’une partie de sa puissance militaire, les Noirs (les esclaves fugitifs s'étaient mêlés aux tribus de la région) comptant parmi les meilleurs chefs. À partir de 1836, d’anciens esclaves devenus éclaireurs guident le général Thomas Sidney Jesup vers les villages séminoles, dont la destruction ainsi que la capture déloyale d’Osceala et d’autres chefs séminoles rangés sous le drapeau blanc.
Des adversaires déterminés, tels les généraux américains George Crook et Nelson Miles, exploitent méthodiquement ces divisions en incorporant des Amérindiens à leurs troupes. Les effets majeurs de cette démarche sont psychologiques et politiques plus qu’opérationnels. « Rien ne les abat comme de voir de leur propre peuple se retourner contre eux, écrit Crook au sujet de sa poursuite réussie de Geronimo. Il s’agit moins de les capturer plus facilement grâce à des Indiens que d’atteindre un but plus ambitieux, plus durable : leur désagrégation. » Crook et Miles se montrent des partisans convaincus de l’utilisation d’Indiens comme agitateurs chargés de semer la dissension parmi les plus acharnés à poursuivre la lutte, aidés en cela par la réaction plus individuelle que collective des Amérindiens face à l’invasion occidentale.
Pour le guerrier, le champ de bataille est le lieu d’une quête personnelle de gloire et de butin. Aucune ne récompense la discipline ou l’effort collectif. L’historien américain John M. Gates remarque que « les Amérindiens n’étaient capables que de violence ponctuelle, de guérillas qui, si elles témoignaient d’éclairs de génie tactique, étaient dépourvues de toute réflexion stratégique ». Toute manifestation rationnelle de leur part n’aurait révélé, de toute manière, que la réalité d’un destin scellé. Le grand historien des guerres indiennes Robert Utley soutient que la pression continue de l’immigration dans les Amériques, plus sûrement que les forces armées, a privé les Indiens de leurs terres et tous moyens de subsistance, ne leur laissant d’autre choix que la soumission.

## Avant l'Indépendance
- Années 1600 et 1610 : de nombreux accrochages ont lieu entre les colons et les populations indiennes, pour des raisons diverses.
- 1610-1614 : première des guerres anglo-powhatans, une suite de guerres qui ont opposé les colons de la colonie anglaise de la Virginie à la confédération amérindienne des Powhatans de 1610 à 1646. À son issue, les Anglais contrôlent une majeure partie de la rivière James, les tribus Kicoughtan et Paspehegh sont définitivement détruites et les Arrohattocs et les Quiockohannock sont dispersés.
- 1622-1632 : deuxième guerre anglo-powhatan. Débute par le massacre de 347 colons à Jamestown.
- 1636-1638 : guerre des Pequots. Cette guerre est liée aux premières traces de recours à l'esclavage en Nouvelle-Angleterre, contemporaines d'autres en Virginie et au décret de 1636 sur l'esclavage à vie à la Barbade. En 1638 à Boston[16], William Pierce le capitaine du Desire, construit en 1636 à Marblehead, près de Salem[17], importe la première cargaison d'esclaves de la Barbade, qu'il échange contre des esclaves amérindiens[17], les traces écrites[18] établissant la première présence d'esclaves noirs au Massachusetts vers 1638[17].
- Les Pequots s'opposaient à la colonisation de la région de la rivière Connecticut. À partir de 1633, les relations deviennent plus conflictuelles entre Pequots et colons anglais.
  - En mai 1637 : les Anglais de la colonie du Massachusetts attaquent le village pequot de Missituck avec des mercenaires Mohegans et Narragansetts : il y a 400 à 700 morts.
  - Les Pequots émigrent vers Long Island et la région de New York.
  - L'emploi du nom Pequot devient hors-la-loi dans les colonies anglaises.
  - Les survivants sont traqués et vendus comme esclaves.
- 1643-1645 : guerres avec les Narragansetts et les Wampanoags.
- 1644-1645 : troisième guerre anglo-powhatan. William Berkeley capture Opechancanough et le tue. À son issue, de nombreuses tribus ont été décimées, les hommes de plus de 11 ans sont déportés à l'île de Tangier, la combativité des Powhatans est brisée. Les Anglais continuèrent de massacrer les tribus indigènes, et la confédération des Powhatans se désintégra. Les colons contrôlaient maintenant toute la région.
- 1655-1664 : guerres entre les Algonquins et les colonies des Provinces-Unies (actuels Pays-Bas), New York et New Jersey.

### Guerre du roi Philip (1675-1676)

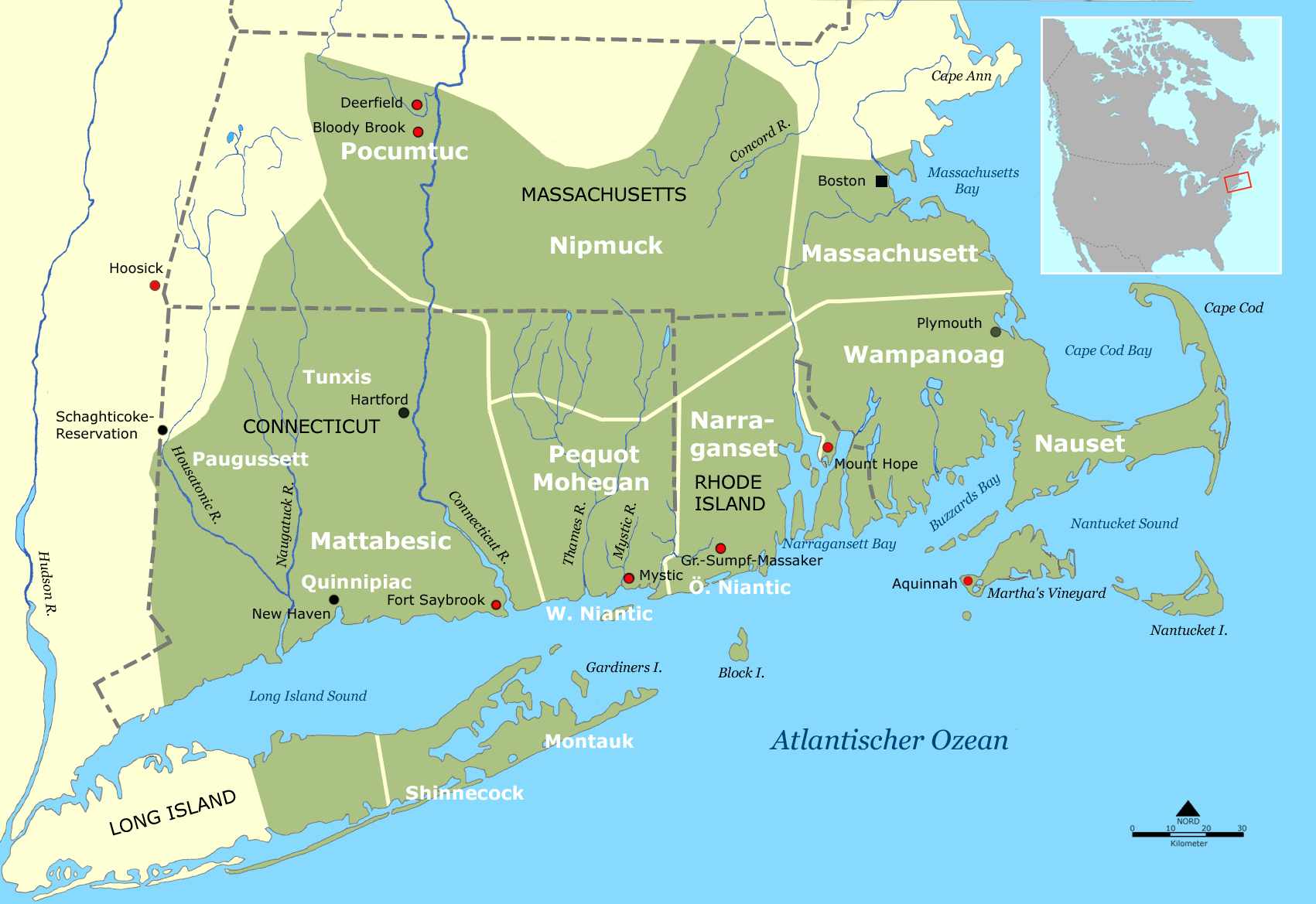
Les peuples amérindiens du sud de la Nouvelle-Angleterre.

- Un demi-siècle de paix a précédé la guerre. En 1621, lorsque les Pères pèlerins et les colons du Mayflower, s'installèrent, Massasoit, père du chef indien appelé « le roi Philip », grand sachem de la tribu Wampanoag, forma une alliance avec eux lors d'un repas auquel les Pères pèlerins l’avaient convié, lui et 90 de ses hommes, afin de célébrer les premières récoltes de la colonie de Plymouth en 1621. Durant ce festin, des dindes furent offertes (épisode commémoré aujourd'hui par la fête de Thanksgiving). Le chef Massasoit renouvela ce même rite d'alliance avec les membres de la colonie de la baie du Massachusetts en 1638.
- Mais une première guerre a lieu en 1675 après la restauration anglaise, le roi Philip fils (Metacomet ou Metacam), couronné en 1662, étant obligé de déposer les armes, alors que les tensions territoriales entre colons et indiens s'amplifiaient. L'assassinat d'un indien converti au protestantisme conduit à l'exécution de trois Wampanoags, alliés aux blancs.
- En juin 1675, les Wampanoags brûlent Swansea en représailles. Les Nipmucks et les Narragansets les rejoignent. De leur côté, les Mohawks refusent de rejoindre le roi Philip. Ces derniers, ex-mercenaires des colonies des Pays-Bas, sont en effet passés aux Britanniques qui ont racheté New-York aux Hollandais.
- En 1676 : les Narangasetts sont vaincus, et leur chef Canonchet tué en avril. En août, le roi Philipp est trahi et tué. Cette guerre aura fait 600 morts du côté des colons anglais et 4 000 du côté des Amérindiens.
- Plus au sud, au même moment, la traite des Amérindiens de Caroline vers les Antilles s'amplifie, tandis que débute la même année en 1676 en Virginie la révolte de Nathaniel Bacon.

### Révolte de Nathaniel Bacon et guerres liées à l'esclavage
- 1658 : guerre de 1658 contre les Indiens caraïbes qui double en 20 ans la surface martiniquaise des planteurs blancs
- 1670 : la colonie de Charleston fondée, la traite des Amérindiens de Caroline vers les Antilles débute et représentera au total 24 000 à 51 000 indiens[19].
- 1674 : sir John Yeamans autorise le docteur Henry Woodward à contracter avec des indiens Westos de Virginie.
- 1676 : une échauffourée entre Indiens Susquehannocks et colons de Virginie conduit au massacre par Nathaniel Bacon des Ocaneechees.
- 1703 : le scalp (mot d'origine scandinave, et apporté par les Anglais, et non d'origine indienne) d'un autochtone est rémunéré par 40 £.
- 1711 : guerre des Tuscaroras en Caroline contre des amérindiens qui protégeaient les esclaves fugitifs[20].
- 1715 : guerre des Yamasee en Caroline, jusqu'en 1717, contre des amérindiens qui craignent d'être réduits en esclavage[21].
- 1750 : le scalp d'un Indien adulte (homme de plus de douze ans) est rémunéré 100 £, celui d'une femme ou d'un enfant de moins de douze ans, 50 £.
- 1763 : proclamation du roi de Grande-Bretagne interdisant aux colons de s'établir au-delà des Appalaches. Cette proclamation fut une des causes de la guerre d'indépendance.

### Guerre de Pontiac (1763)

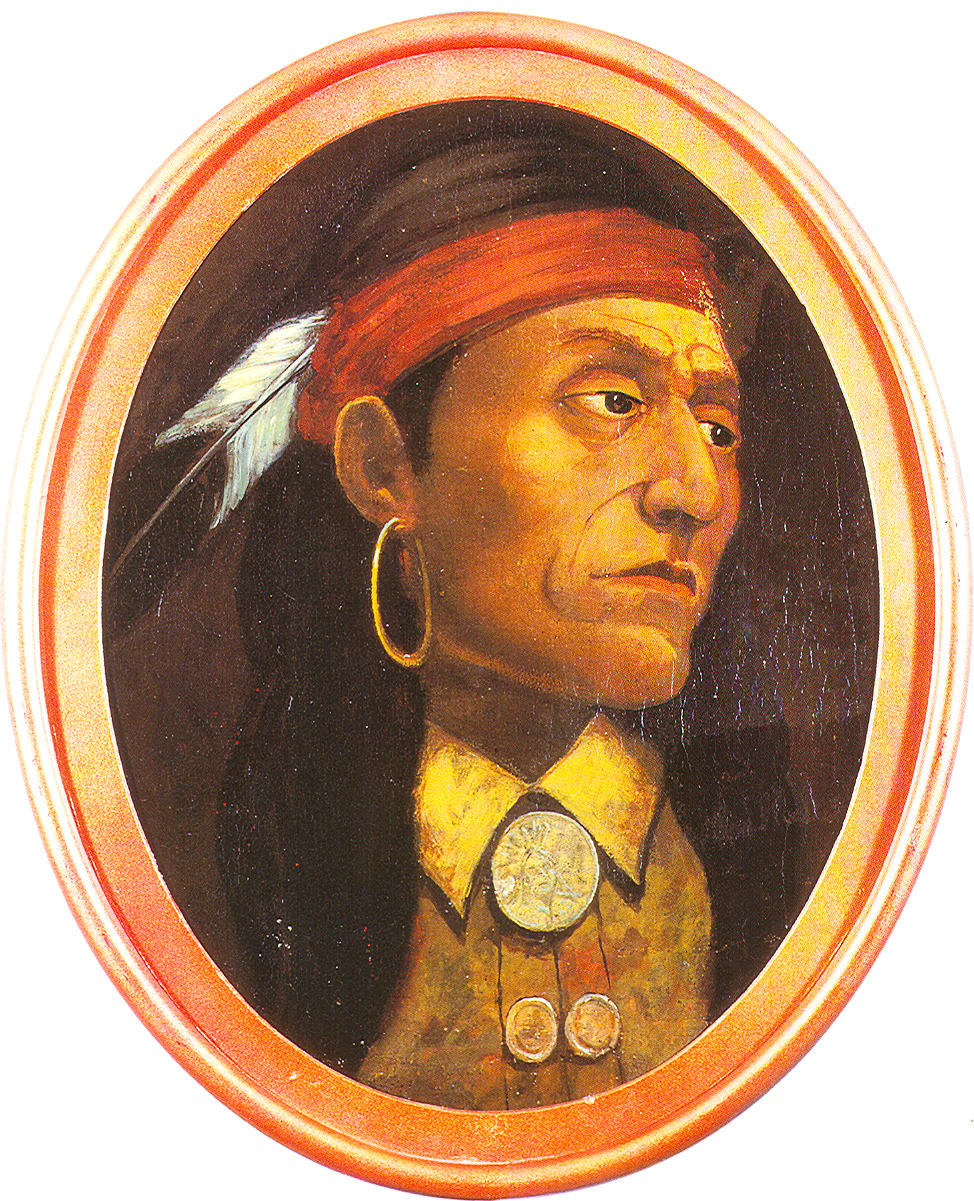
Le chef Pontiac, allié des Français.

- Pontiac, chef des Outaouais (tribu des Grands Lacs), prend la tête des tribus de l'Ohio et des Grands Lacs pour chasser les Britanniques. Malgré l'occupation militaire de la Nouvelle-France, Pontiac continue le combat pour protéger son territoire contre les Britanniques.
- La rébellion de Pontiac va se propager chez les autres peuples amérindiens. Les guerriers de nombreuses tribus rejoignent le soulèvement indien dont le but est de repousser les forces et les colonies britanniques hors de leur territoire. Ce conflit débutera la dernière année de la guerre de Sept Ans franco-anglaise (1754-1763).
- 1768 : traité de Fort Stanwix, premier traité concernant les transferts de territoire. Des territoires iroquois de la vallée de l'Ohio sont donnés aux colons, contre des terres de la colonie de New York. Les Lenapes, Mingos et Shawnees s'y opposent.

### Guerre de Lord Dunmore (1774)
Le traité de Fort Stanwik provoque une pression supplémentaire des colons. Au printemps 1774, des Shawnees tentent de se débarrasser des colons britanniques.
- 3 mai : en représailles, les colons tuent onze Mingos.
- Logan tue treize colons en Pennsylvanie.
- Lord John Murray Dunmore, gouverneur de Virginie, aide les colons de Pennsylvanie à la répression : sept villages Mingos sont détruits, un fort est construit à Little Kanawha River.
- 10 octobre : bataille de Point Pleasant, les Britanniques battent les Shawnees. Le général Amherst donne l'ordre de distribuer des couvertures infectées de variole. Plusieurs milliers d'Amérindiens Lenapes sont contaminés et répandent la « petite vérole » à d'autres nations indiennes. Dans ces circonstances la paix leur est imposée. Des miliciens de Virginie détruisent pendant les négociations plusieurs villages Shwanees.

## Après l'Indépendance
Les treize colonies comptent 4 millions d'habitants en 1776, année de la Déclaration d'indépendance.
- 1778 : premier traité des États-Unis avec une tribu amérindienne, la tribu des Lenapes.
- 1779 : pendant la guerre d'indépendance le commandant de l'armée continentale George Washington ordonne que les territoires des Iroquois, alliés aux Britanniques, soient conquis et dévastés.
- 1784 : second traité de Fort Stanwix. Les Shwanees donnent toutes leurs terres à l'est et au sud de l'Ohio.
- 13 juillet 1787 : l'ordonnance du Nord-Ouest (Northwest Ordinance) ouvre la colonisation des territoires du Nord-Ouest, entre Appalaches, Grands Lacs, Mississippi et Tennessee. Aucun territoire ou bien indien ne leur sera retiré sans leur consentement, sauf à l'issue d'une guerre déclarée par le Congrès. Aucune guerre ne fut jamais déclarée par le Congrès aux tribus.
- 1789 : la Constitution réaffirme les principes énoncés dans l'ordonnance du Nord-Ouest.

### La guerre de la Jeune Amérique (1790-1794)
- À la suite de l'ordonnance du Nord-Ouest, les colons ont commencé à avancer de plus en plus sur les territoires des tribus Shawnees, Outaouais et Miamis. Ces tribus se sont donc réunies pour combattre les armées fédérales. Cette guerre dura de 1790 à 1795. Il s'y déroula plusieurs grandes batailles comme celles décrites ci-dessous.
- Le chef Michikinikwa (Little Turtle), chef des tribus Miamis, inflige en 1790 une défaite aux troupes américaines sur la riviere Miami.
  - 4 novembre 1791 : à la bataille de la Wabash, les Indiens de Little Turtle surprennent et vainquent le major Arthur Saint-Clair, qui perd 610 hommes sur un total de 1 300 ; les Indiens ont 61 morts et blessés. C'est la pire défaite américaine dans les guerres indiennes.
  - 20 août 1794 : le général Anthony Wayne bat Veste Bleue à la bataille de Fallen Timbers (qui eut lieu sur un chablis, peu après une tempête qui déracina tous ces arbres), de la vallée de l'Ohio. À la suite de cette défaite, les Indiens perdirent la guerre ce qui permit aux colons de s'installer dans le nouveau territoire de l'ordonnance du Nord-Ouest.
  - 1795 : avec la signature du traité de Greenville, Little Turtle et dix autres nations indiennes cèdent leurs droits sur l'Ohio et l'Indiana. Mais Tecumseh, un chef shawnee, et son frère Tenskwatawa refusent de signer ce traité. Ils organisent alors une résistance contre l'expansion des colons vers l'Ouest.
- 1800 : Estimée à entre trente et soixante millions, la population de bisons tombe à environ un millier à la fin du XIXe siècle due à une chasse intensive encouragée par les autorités américaines[22].
- 1803 : Napoléon Bonaparte vend le territoire de la Louisiane française aux Américains : cela ouvre la porte aux migrations forcées pour les Amérindiens.
- 7 juin 1803 : premier traité de Fort Wayne.
- 1804 : le Congrès autorise le président à négocier avec les tribus pour échanger leurs territoires contre des réserves.
- 1805 : expédition Lewis et Clark de Saint-Louis au Pacifique, souvent aidés par des tribus amérindiennes (notamment les Nez-Percés).
- 1806 : début des déportations d'Amérindiens. Bien qu'elles se soient effectuées quelquefois à l'issue d'un traité, les Indiens les ont toujours subies, car ils étaient menacés d'expéditions punitives s'ils ne signaient pas le traité[réf. nécessaire]. De 1806 à 1830, 50 tribus sont déportées.
- 30 septembre 1809 : le deuxième traité de Fort Wayne (après celui du 7 juin 1803) permet aux États-Unis d'obtenir 11 600 km2 de la vallée de la Wabash, abandonnés par les Amérindiens Lenapes, Shawnees, Potawatomis, Miamis, Eel River (en), Weas, Kickapous, Piankashaws, et Kaskas.
- 10 août 1810 : massacre des Chutes d'Ywahoo : les colons des États-Unis massacrent des femmes et des enfants Cherokees. (controversé)
- 7 novembre 1811 : le général Harrison inflige une défaite aux Shawnees dirigés par Tenskwatawa frère de Tecumseh à la bataille de Tippecanoe, dans la vallée de la rivière Wabash (200 morts de part et d'autre), et pille la ville indienne de Prophet's town, les Indiens ayant abandonné le combat faute de munitions[23].

### Guerre de 1812 (américano-britannique)
- 12 juillet 1812 : allié des Britanniques, l'Indien Tecumseh tend une embuscade à Brownstown et tue 20 soldats américains au cours de la guerre de 1812.
- 16 août 1812 : les Britanniques et Tecumseh prennent Fort Détroit.
- 13 mai 1813 : Tecumseh vainc les Américains à la bataille de la Maumee River (près de Toledo).
- 5 octobre 1813 : Tecumseh est tué pendant la bataille de la rivière Thames ; les Britanniques du général Henry Proctor se sont enfuis.
- 27 mars 1814 : victoire d'Andrew Jackson à la bataille de Horseshoe Bend (Alabama) sur les Indiens Creek. À la suite de cette bataille, Andrew Jackson négocie neuf des onze traités qui font abandonner petit à petit leurs terres aux Cinq tribus civilisées (Cherokees, Chickasaws, Choctaws, Séminoles et Creeks), ainsi nommées car sédentaires et pratiquant l'agriculture. De 1814 à 1824, des membres de ces nations migrent volontairement.

### Première guerre séminole (1817-1818)
- Les Séminoles sont des Indiens Creeks établis en Floride dans les années 1700, encouragés à s'établir comme fermiers par les Espagnols, qui espéraient arrêter la progression des Britanniques vers le Sud.
  - 1816 : le fort Séminole d'Apalachicola est rasé par les Américains.
  - Décembre 1817 : Andrew Jackson conduit les forces américaines qui envahissent la Floride.
  - 7 avril 1818 : prise de St. Marks.
  - 24 mai : prise de Pensacola.
  - 22 février 1819 : traité d'Adams-Onís : l'Espagne cède la Floride aux États-Unis[24].
- 1821 : Sequoyah crée l'alphabet Cherokee. Cette invention témoigne de l'avancement de la culture Cherokee, peuple d'agriculteurs et d'artisans, qui établit rapidement des écoles au début du XIXe siècle, ouvertes aux garçons et aux filles (chose qui choquait leurs voisins des États-Unis). De plus, ils accueillaient les esclaves échappés des plantations, bien qu'ils pratiquent eux-mêmes une forme d'esclavage.
- 11 mars 1824 : création du Bureau des affaires indiennes, qui succède au Comité des affaires indiennes, créé à l'indépendance. Il dépend du ministère de la guerre, et est chargé de libérer les terres indiennes pour leur exploitation par les colons.
- 1827 : les Cherokees constituent un gouvernement, adoptent une constitution et se déclarent indépendants. La Cour suprême des États-Unis reconnaît ce gouvernement mais déclare les Cherokees sous tutelle.
- 1828 :
  - début de la publication du Cherokee Phoenix, journal indien bilingue anglais-cherokee, qui paraît jusqu'en 1834 ;
  - confiscation des territoires Cherokee par l'État de Géorgie (14 000 hectares) ; ces territoires sont répartis en lots de 64 hectares distribués dans une loterie ; les Indiens ne peuvent témoigner en justice contre des Américains et ne peuvent s'exprimer publiquement contre l'immigration.
- 1829 : John Ross, le Chef Oiseau Blanc, premier chef Cherokee élu, proteste officiellement à Washington contre ces mesures. Andrew Jackson lui répond que les Cherokees doivent émigrer à l'ouest du Mississippi.
- 28 mai 1830 : Indian Removal Act : le président Andrew Jackson fait voter une loi déportant les Indiens vivant à l'est du Mississippi à l'ouest de ce fleuve, principalement en Oklahoma, afin d'exploiter l'or situé sur leurs territoires, dans l'Ohio et installer les migrants venus d'Europe. Cette loi est déclarée anticonstitutionnelle par la Cour suprême, et entraîne des guerres avec les Cherokees jusqu'en 1838. Jusqu'en 1850, 100 000 Amérindiens sont déportés.
- 1831 : la Cour suprême (Arrêt nation Cherokee contre l'État de Géorgie) décide que la nation Cherokee n'est ni une nation souveraine ni une nation étrangère résidant au sein des États-Unis.
- 1832 :
  - désignation d'un Commissaire aux affaires indiennes, au ministère de la guerre ;
  - la Cour Suprême décide que les lois de Géorgie ne peuvent s'appliquer aux Cherokees, et que le gouvernement fédéral a obligation de faire respecter les traités conclus avec la nation Cherokee. Cette décision n'a jamais été appliquée par le président Jackson.

### Guerre de Northwest Black Hawk (1832)
- 1832 : le guerrier sauk Black Hawk (« Faucon noir ») tente de chasser les colons des terres de son peuple. Allié aux Mesquakies, il quitte le territoire de l'Iowa où son peuple vivait depuis le traité de Saint-Louis (1805) pour reconquérir ses terres ancestrales.
  - 6 avril : 800 Indiens Sauk franchissent le Mississippi, provoquant la panique chez les colons. Le général Edmund Gaines tente de négocier, sans succès.
  - 14 mai : bataille de Stillman's Run, Black Hawk met en fuite les Tuniques bleues (qui subissent la perte de douze hommes, contre cinq chez les Amérindiens).
  - 28 juillet : menacés de famine, les Sauk descendent le Wisconsin pour repasser le Mississippi. 750 miliciens des généraux James Henry les rejoignent : c'est la bataille de Wisconsin Height, 68 Amérindiens y trouvent la mort.
  - 1er août : les Amérindiens arrivent au Mississippi et commencent la traversée du fleuve. Pris sous le feu d'un navire à vapeur de guerre, Black Hawk hisse le drapeau de la reddition, mais le feu continue, faisant 23 morts chez les Indiens.
  - 2 août : massacre de Bad Axe River : Black Hawk est attaqué par les troupes américaines qui massacrent 300 hommes, femmes et enfants Sauk. Certains survivants qui ont réussi à traverser le Mississippi sont tués ou capturés par les Sioux.
  - 27 août : reddition de Black Hawk.

### La «piste des Larmes» (1838)
- 29 décembre 1835 : traité de New Echota : 300 à 500 des 17 000 Cherokees vivant à l'est du Mississippi (la délégation Ridge, menée par les Cherokees John Ridge et Elias Boudinot) signent pour l'ensemble de la nation un traité qui cède aux États-Unis leurs terres pour cinq millions de dollars, en violation des lois Cherokees, et sans un seul élu parmi eux. Le Congrès ratifia ce traité l'année suivante d'une voix, malgré les protestations de John Ross. Les 465 Cherokees signataires partirent pour l'ouest en 1837.
- 1836 : selon la décision du président de la Cour suprême John Marshall, les nations souveraines indiennes deviennent des nations dépendantes de l'État fédéral.
- mars 1838 : le philosophe Ralph Waldo Emerson proteste par une lettre envoyée au président Martin Van Buren contre ce traité.
- 18 mai 1838 : l'échéance du traité de New Echota étant arrivée, le général Winfried Scott commence à faire rassembler les Cherokees dans 31 forts, avec uniquement les vêtements qu'ils portaient.
- fin juillet 1838 : ils sont ensuite rassemblés dans onze camps prévus à cet effet (10 au Tennessee, un en Alabama).
- Environ 3 000 Cherokees firent route par voie fluviale à partir de juin, et arrivèrent jusqu'en septembre dans le Territoire indien.
- 16 octobre 1838 : départ des Cherokees restant par les chemins. Ils parcourent 1 750 km, atteignent le Mississippi en novembre, mais les 5 000 derniers restent bloqués sur la rive, et, ceci, pendant tout l'hiver. Les premiers groupes arrivent en janvier à Fort Gibson.
- mars 1839 : arrivée des derniers Cherokees. Environ 4 000 d'entre eux au moins, 8 000 au plus, sont morts en chemin, le long de la Piste des Larmes.
- juin 1839 : John Ridge et Elias Boudinot sont assassinés.

Les quatre autres Nations civilisées furent déportées de la même manière, et connurent aussi leur piste des Larmes. Ce nom vient des larmes de compassion versées par les Américains qui les voyaient passer devant eux. Quelques Cherokees réussirent à se cacher dans les montagnes, et des Séminoles dans les marais des Everglades.

### Deuxième guerre séminole (1835-1854)

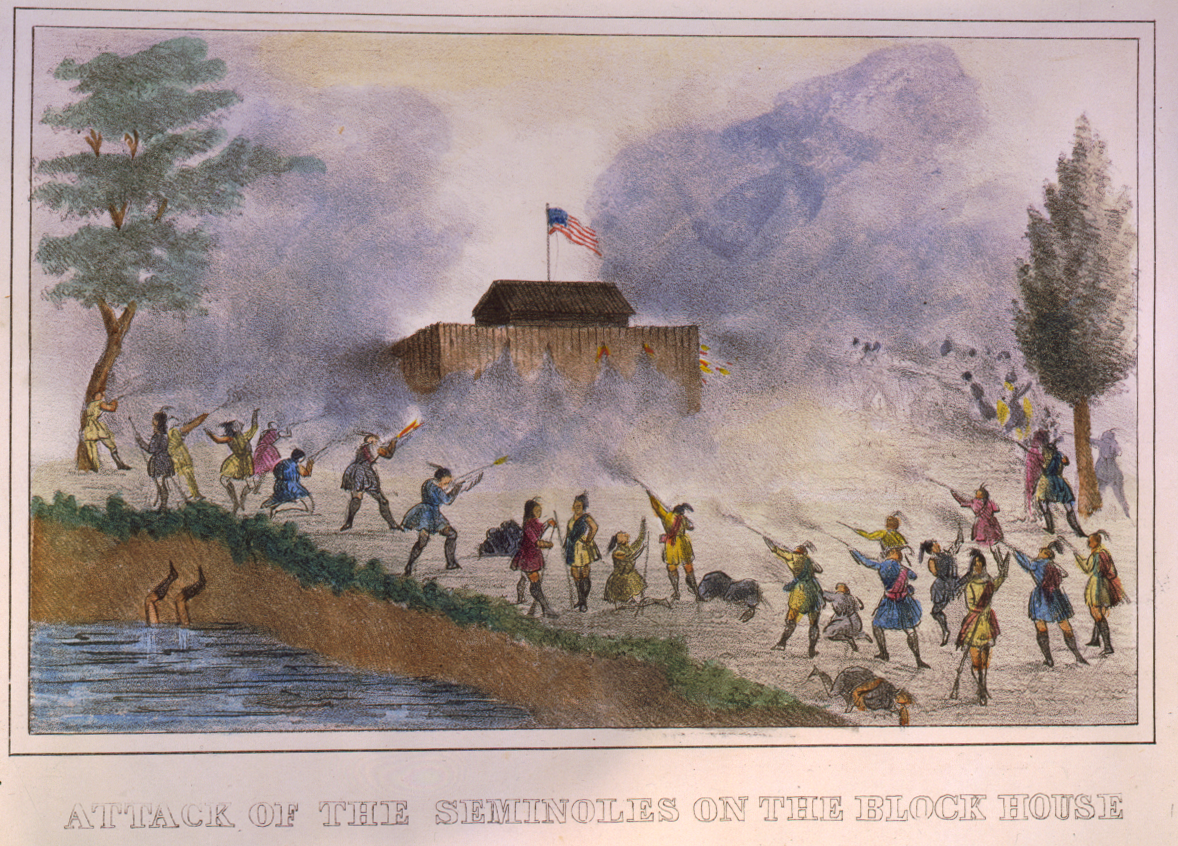
Attaque des Séminoles contre un fortin.

Selon le même processus que pour les Cherokees, le gouvernement fit signer à une minorité de Séminoles le traité de Payne's Landing (1832), qui leur imposait de quitter leurs terres dans les trois ans. En 1835, l'armée américaine fut envoyée pour faire appliquer ce traité. Au plus fort de la guerre, 10 000 soldats réguliers et 30 000 miliciens affrontèrent 5 000 guerriers qui pratiquaient une guerre d'embuscades et de coups de main, les pertes américaines se montèrent à 1 500 hommes.
- 1835 : le major Francis Dade allait de Fort Brooke à Fort King ; 180 Séminoles attaquèrent sa colonne et l'exterminèrent, ne laissant que trois survivants[25].
- 25 décembre 1837 : à la bataille du lac Okeechobee (à Nubbins Slough), les colonels Zachary Taylor (800 soldats) et Richard Gentry (un régiment de volontaires du Missouri), face à 380 Indiens, perdent 26 soldats et ont 112 blessés, contre 11 aux Amérindiens.
- À Saint-Augustine, les chefs Coacoochee et Osceola sont capturés pendant des négociations de paix par le général Jessup. Osceola meurt en prison en 1838.
- 1842 : des négociations permettent une trêve, reconnaissant des territoires de chasse et de culture aux Séminoles, sans signature de traité. De nombreux Séminoles furent toutefois envoyés vers le Territoire indien d'Oklahoma dans les années qui suivirent.
- 1848 :
  - le Bureau des affaires indiennes passe au ministère de l'Intérieur. Il est chargé des relations entre l'État fédéral et les Indiens ;
  - découverte d'or en Californie, ce qui provoque une ruée vers l'or. Les colons passent par la piste de l'Oregon, qui traverse les territoires indiens.
- 1851 : premier traité de Fort Laramie : les colons peuvent traverser les territoires indiens, moyennant un droit de passage en nature et en argent.
- 18 août 1854 : épisode de la vache du mormon. Une vache appartenant à un mormon, s'échappe et dévaste un camp des Sicangus (Brulé) : elle est abattue par un Sicangu. Les soldats de Fort Laramie exigent que le responsable soit livré, et devant le refus du chef Ours Conquérant, canonnent le village, avant d'être vaincus par une charge des guerriers sicangus.
- En représailles, en novembre, les Américains attaquent le village du chef Petit Orage, tuent ou mutilent 136 Amérindiens, et font 70 prisonniers. Malgré la reddition de Petit Orage, ils sont retenus deux ans.

### Troisième guerre séminole (1855-1858)
- Des accrochages ont lieu en 1855 entre Américains et environ 200 Séminoles demeurés en Floride.
- En 1858, le chef Jambes Arquées se rend avec ses quarante guerriers.
- 1857 : bataille de la Platte avec les Indiens Cheyennes.

### Guerre navajo (1860-1864)
- À la suite d'accrochages divers dans le Territoire du Nouveau-Mexique entre les Navajos et les troupes fédérales, les Navajos se rendent à Kit Carson, qui fait détruire leurs biens et les déporte jusqu'à Bosque Redondo, en Arizona. C'est la Longue marche des Navajos : 8 000 Navajos font 620 km à pied. Au bout de quatre ans de sous-nutrition, ils sont autorisés à revenir sur leurs terres.

### Guerre des Païutes (1860)
- Après un hiver rigoureux, les 6 000 Païutes du Nevada décident d'attaquer les colons américains, jugés responsables de leur malheur pour avoir coupé trop d'arbres.
  - 7 mai : raid contre le Pony Express, cinq morts.
  - mai : nombreux autres raids, faisant 16 morts.
  - juin : intervention de l'armée.
- 1862 :
  - le Homestead Act accorde 62 ha de terres à l'ouest du Mississippi à toute famille « non-indienne » qui peut prouver la culture des terres depuis plus de cinq ans ;
  - 1er juillet 1862 : le Pacific Railway Act est signé par Abraham Lincoln : il autorise la construction de la première ligne de chemin de fer transcontinentale. Des chasseurs (Buffalo Bill est le plus célèbre) tuent des millions de têtes de bisons pour nourrir les ouvriers.

### Guerre des Apaches chiricahua (1861-1872)
- Ce conflit est consécutif à l'affaire Bascom dans laquelle Cochise a été injustement accusé. Thomas Jeffords est un des protagonistes du traité de paix dont les termes sont la réserve des Apaches sur leurs terres ancestrales d'Arizona contre l’arrêt de la guerre.

### Guerre des Apaches chiricahua (1876-1886)
- Le traité signé en 1872 n'est plus respecté depuis que le Congrès a décidé d'exiler les Apaches dans une réserve de l'Oklahoma. Une grande partie d'entre eux s'y rend tandis que l'autre reprend le chemin de la guerre. S'ensuit une décennie de guérillas entre le sud de l'Arizona, du Nouveau Mexique et la province de Sorano au nord du Mexique, qui se termine par la capitulation de Geronimo.

## Traité de la Traverse des Sioux de 1851

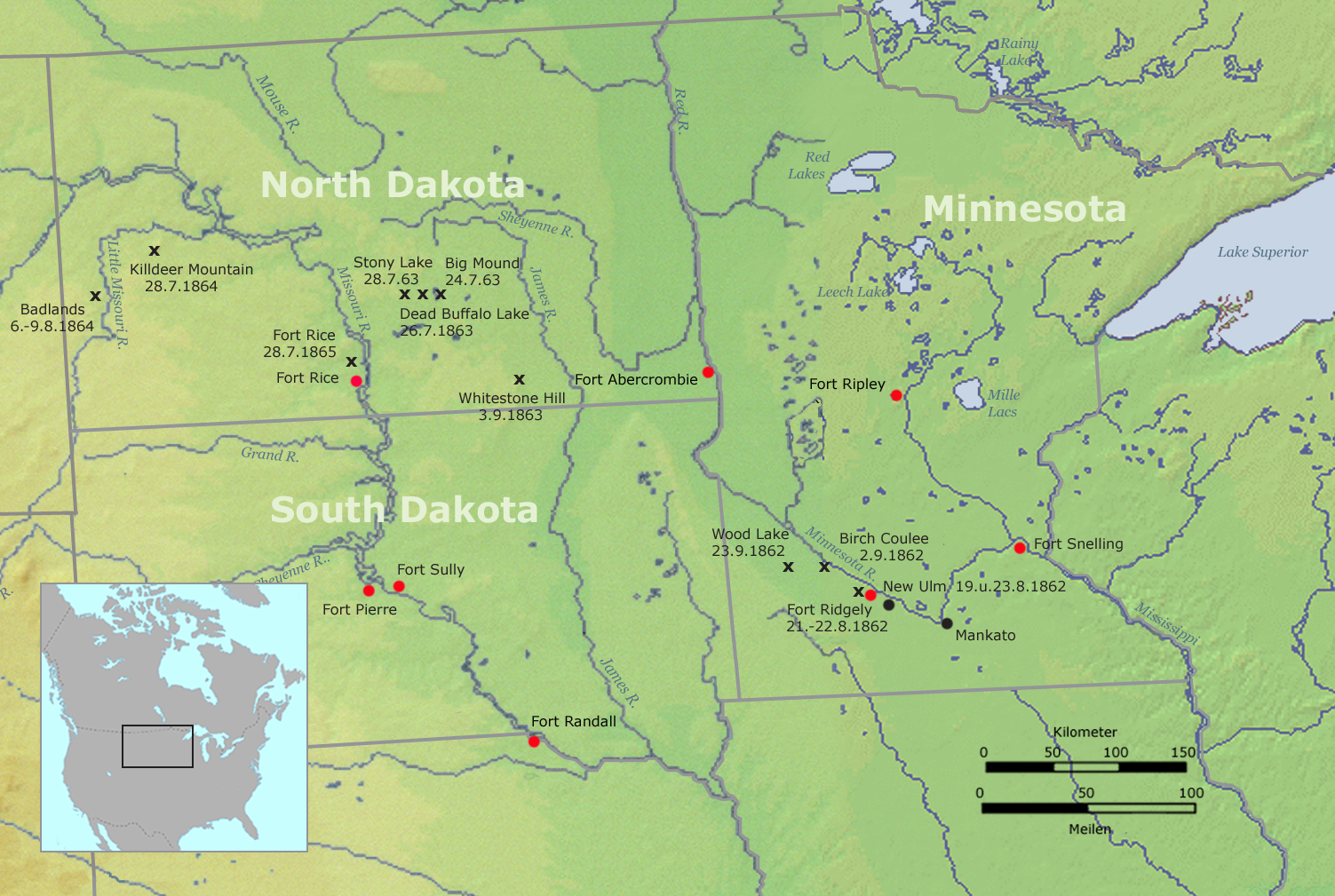
Territoire embrasé par la révolte des Sioux.

Le 23 juillet 1851, le traité de la Traverse des Sioux fut signé entre le gouvernement des États-Unis, et les Sioux du territoire du Minnesota et mis en application par la Commission des Affaires indiennes. Ce traité avait pour objectif d'obtenir les riches terres agricoles qui se trouvaient dans le Minnesota. De vastes étendues de terres furent ainsi cédées à partir de l'Iowa jusqu'à la frontière canadienne. Des tribus Sioux telles que les Sisseton et Wahpeton hésitèrent à se déshériter, mais les pressions étaient tellement fortes, qu'ils cédèrent avec réticence sous la menace potentielle du gouvernement fédéral.
Ce traité aggrava les conditions de vie des Amérindiens. Plusieurs facteurs aboutirent à la révolte des Indiens des plaines :
- une ruée des colons blancs déferla sur ces nouveaux territoires ;
- une volonté de posséder davantage de terres par les autorités du gouvernement fédéral ;
- une incapacité à payer les rentes promises aux Amérindiens ;
- de nouvelles réductions des terres ancestrales qui aboutissent à la perte de territoires de chasse et de pêche.

Le mécontentement de l'ensemble des tribus Sioux du Dakota aboutira à la guerre des Indiens des plaines qui durera une trentaine d'années et fut marqué par le massacre de Sand Creek, trois ans après le traité de Fort Wise.

## Guerres sioux

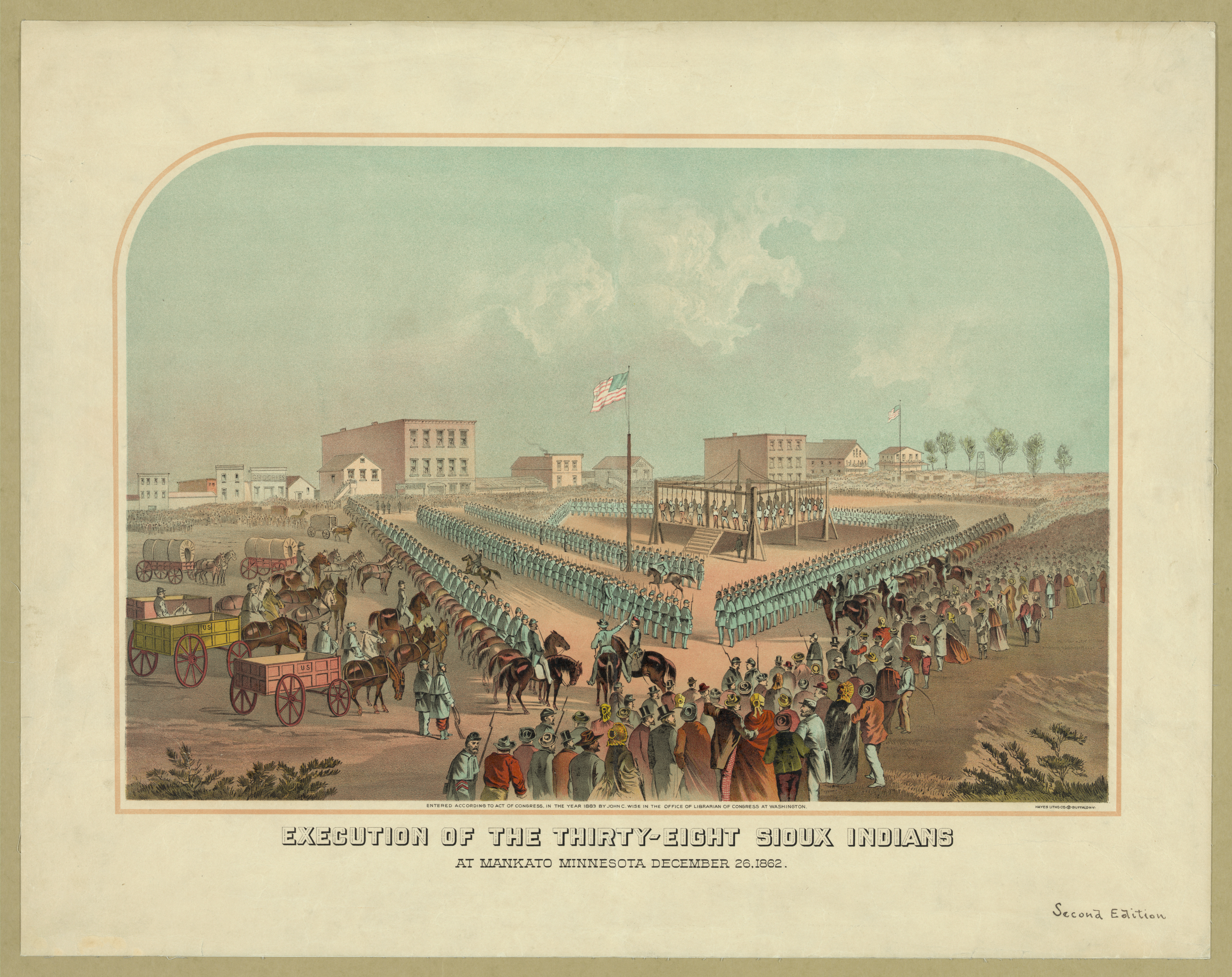
Exécution de trente-huit Sioux en 1862.

Le mécontentement des Sioux tourna à la révolte. Le soulèvement des amérindiens se généralisa bientôt dans tout le Minnesota et le Dakota voisin. Si quelques pionniers blancs furent tués, rapidement l'armée américaine enverra d'importants renforts pour mater dans le sang cette révolte amérindienne.
Tout commence lorsque le gouvernement des États-Unis ne livre pas comme promis les marchandises dues pour l'achat de terres aux Sioux Santees (ou Dakotas) et aux tribus Sioux Sisseton-Wahpeton. Éclatant pendant la guerre de Sécession, ces massacres par les Sioux sont facilités par le manque de troupes adverses disponibles.
- 4 août : pillage d'entrepôts.
- 14 août : cinq Américains sont tués.
- 18 août : craignant les représailles, les Sioux désignent Little Crow comme chef de guerre. Les Indiens attaquent l’agence de Lower Sioux ; 25 miliciens sont tués dans une embuscade à Redwood Ferry. Dans les semaines qui suivent, plusieurs centaines de colons sont massacrés.
- 19 août : les Sioux se divisent, entre ceux qui désirent poursuivre le combat, et ceux qui ne veulent pas s'attaquer à des femmes et des enfants. Les premiers, au nombre de 400, pillent New Ulm et attaquent Fort Ridgely, sans succès.
- 23 août : Ils attaquent de nouveau New Ulm, brûlent de nombreux bâtiments et tuent 36 colons américains. Petit Corbeau, voulant la paix, perd tout contrôle sur ses guerriers.
- 3 septembre : escarmouches en divers lieux, et bataille de Birch Coulee : les colons américains ont 22 tués, les Sioux deux.
- 18 septembre : à Wood Lake, les Sioux décrochent quand leur chef Mankato meurt avec une quinzaine de guerriers.
- La même année se déroule la bataille d'Apache Pass.

Cette guerre fera plus d'un millier de morts dont plus de 800 Sioux et plus de 350 colons américains.
Près de deux mille Amérindiens furent capturés. Ils ont finalement été jugés dans des procès de masse par des tribunaux militaires. 303 furent jugés coupable de crimes de guerre et condamnés à mort. Sur ces condamnés, 38 hommes furent pendus à Mankato, le lendemain de Noël, dans la plus grande exécution de masse de l'histoire des États-Unis. Abraham Lincoln commua les autres condamnations à mort en peines de prison. Environ 1 500 Sioux sont détenus à Fort Snelling jusqu’au printemps 1863 ; 130 meurent pendant leur détention. Les chefs Shakopee et Medecine Bottle, réfugiés au Canada sont kidnappés et pendus en 1863. Little Crow est également tué par un colon la même année.

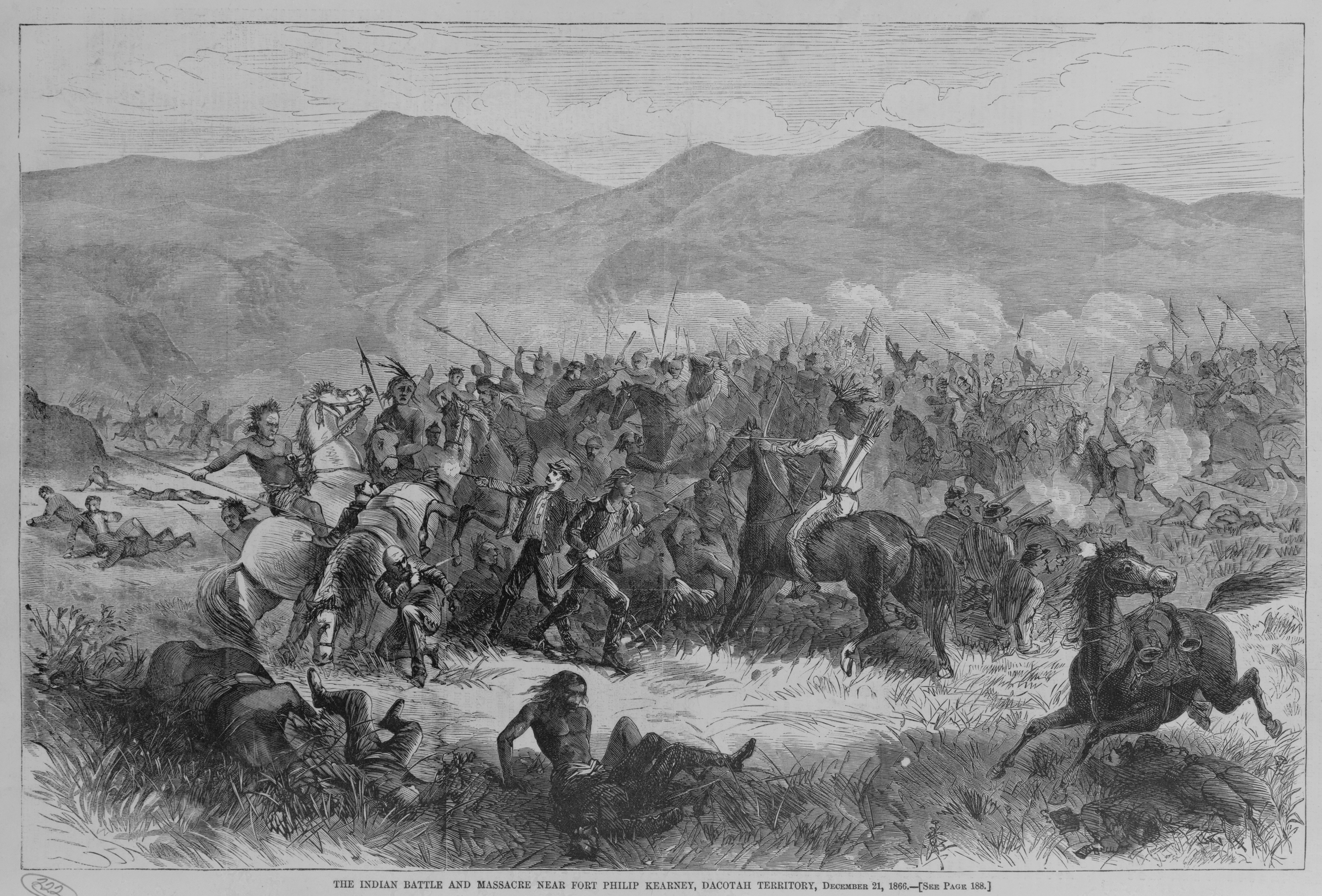
Combats des Sioux et Cheyennes contre l'armée américaine en 1866 dans le Dakota.

- 1er janvier 1863 : Mangas Coloradas, chef des Apaches Gilas est capturé et tué.
- 29 janvier 1863 : massacre de Bear River. Le colonel Connor attaque un camp de Shoshones, et tue environ 250 habitants, hommes, femmes et enfants. Les conflits avec les Shoshones durent ensuite jusqu'en 1869 et la fermeture de la piste de l'Oregon.
- 29 novembre 1864 : massacre de Sand Creek (Territoire du Colorado). Après des violences indiennes durant deux ans (200 civils blancs assassinés), une expédition punitive est conduite par le colonel John Chivington et les 700 hommes du 3e régiment du Colorado sur un village. Les miliciens attaquent le village pacifique de Black Kettle, qui avait pourtant négocié et traité avec les Blancs. Le massacre fait 150 morts, hommes, femmes et enfants, les soldats s'empressent de prélever de grandes quantités de scalps et mutilent les cadavres.
- En 1866, Gabriel Renville fut nommé chef des tribus Sisseton-Wahpeton par le département de la Guerre des États-Unis.

Malgré cet encadrement militaire forcé, la répression, les combats sporadiques et la spoliation de leurs terres continuent jusqu'aux années 1890.

### La guerre des Plaines
- Le massacre de Sand Creek scandalise les tribus d'Indiens. De nombreuses tribus entament alors les hostilités, conduisant des raids épars, obligeant les soldats de l'Union à stationner le long de la piste de l'Oregon pour la protéger, notamment à Platte Bridge.
  - 26 juillet 1865 : à la bataille de Platte Bridge, les Cheyennes de Dull Knife et les Sioux Oglalas de Red Cloud, attaquent un détachement de soldats près de Platte Bridge, et les tuent presque tous.
  - Septembre 1865, Expédition indienne de la rivière Powder : trois colonnes de Tuniques bleues tentent de rejoindre Rosebud Creek, deux d'entre elles échouent totalement, et l'ensemble revient à Salt Lake City.
- 1866 : les chefs sioux Red Cloud et Tashunca-Uitco ou Crazy Horse attaque le fort Kearny.
- Juin 1866 : le gouvernement des États-Unis organise une conférence de paix à Fort Laramie. Le général William Sherman demande aux chefs l'autorisation de traverser leurs terres, et de construire trois forts sur la Piste Bozeman (entre la Platte et le Montana). Nuage Rouge refuse.
- 21 décembre 1866 : le massacre Fetterman, ou la Battle of a Hundred Slain. Attirés dans une embuscade par une ruse des Sioux, les 81 hommes du capitaine Fetterman sont anéantis.
- 18 avril 1867 : l'expédition Hancock, à laquelle participe Custer, veut négocier avec des Indiens sioux et cheyennes. Mais, approchant trop du village, il inquiète les chefs qui s'enfuient avec leurs familles. Les Indiens ayant massacré 20 civils plus au nord, Hancok fait brûler 251 des 291 tipis, avec tout ce qu'ils contenaient. La guerre recommence et de nombreuses attaques se succèdent dans les mois qui suivent.
- 1er et 2 août 1867 : les attaques simultanées des Sioux et des Cheyennes sur la piste Bozeman sont repoussées avec succès par l’armée américaine.
- 29 avril 1868 : le second traité de Fort Laramie reconnaît le territoire ancestral des Sioux (entre Missouri à l'est, Platte au sud et monts Big Horn à l'ouest) ; des vivres et des matériels seront donnés annuellement aux Sioux ; une réserve est créée entre le Wyoming et le Dakota, à destination des Sioux. Les États-Unis renoncent à la piste Bozeman, au droit de traverser les Black Hills, et à se les approprier.
- 3 juillet 1868 : révision du traité de Fort-Bridger (1863), qui garantissait une réserve de 178 688 km2 aux Shoshones. Elle est réduite à 11 097 km2 (16 fois moins). Ils conservent cependant le droit de chasse sur leur territoire. Les États-Unis s'engagent à construire divers bâtiments (moulin, école, église) ; l'United States Rail Road est autorisée à construire une ligne de chemin de fer sur le territoire shoshone.
- 27 novembre 1868 : bataille de Washita River. En représailles à des raids meurtriers d'indiens Cheyennes, le lieutenant-colonel George A. Custer attaque le village de Black Kettle, tue plus de 120 guerriers, fait 53 prisonniers civils et annonce la libération de deux enfants blancs captifs et la mort d'une femme captive.
- 10 mai 1869 : achèvement du transcontinental.
- 11 juillet 1869 : la bataille de Summit Springs, qui se produit après divers accrochages, entre l'armée américaine et les Cheyennes Dog Soldiers. Le 5e de cavalerie du colonel Eugene Carr attaque le campement, et tue 25 Indiens (il n'a qu'un blessé à déplorer)[26].
- 1870 : massacre des Indiens Pied-Noirs près de la rivière Marias.
- 3 mars 1871 : Indian Appropriation Act : le Congrès met fin aux traités signés avec les tribus indiennes indépendantes, et ne reconnaît plus que les individus. Cependant, les 371 traités signés depuis 1776 (plus 175 entre 1607 et 1775) sont toujours reconnus. Les règlements adoptés dans les années suivantes les vident de toute substance.

### Guerre des Modocs (1872-1873)
- Les Modocs vivent dans le nord de la Californie et le sud de l'Oregon. Ils conduisent quelques raids sur les premiers wagons de chemin de fer. La colonisation commençant dans la vallée de la Lost River, les colons demandent que les Indiens soient déplacés dans la réserve des Klamaths et des Snakes, ennemis des Modocs. Cependant, les 372 Modocs finissent par s'installer dans la réserve, qu'ils quittent en avril 1869.
- 28 novembre 1872 : sur la demande insistante des colons, l'armée envoie une colonne pour ramener les Modocs dans la réserve, et incendie leur village. Les Modocs de Hooker Jim tuent en représailles 14 colons à Tule Lake, puis rejoignent ceux de Kintpuash (capitaine Jack pour les Anglo-Saxons).
- 16 janvier 1873 : dans le champ de lave très accidenté et brumeux du Stronghold (Forteresse), 300 soldats et volontaires recherchent 50 Modocs sans les trouver ; ceux-ci les attaquent et leur infligent de lourdes pertes, les obligeant à fuir en abandonnant armes et bagages.
- 11 avril : au cours de négociations de paix, Kintpuash, influencé par Hooker Jim et un chaman, tue le général Canby.
- 3 juin : Kintpuash est capturé. Il est jugé pour le meurtre de Canby et pendu le 3 octobre avec trois autres Modocs. Les Modocs sont déportés dans la réserve Quapaw.

### Guerre de la rivière Rouge (1874-1875)
- Elle est provoquée par plusieurs facteurs : la pression territoriale des colons, protégés par la construction de forts par l'armée, les coutumes indiennes de guérilla permanente ; l'anéantissement des troupeaux de bisons par les chasseurs blancs. Elle se déroule dans le sud des Grandes Plaines.
  - 27 juin 1874 : bataille d'Adobe Walls, qui oppose sept-cents guerriers comanches, kiowas, cheyennes et arapahos commandés par Quanah Parker et Isa-Tai à des chasseurs de bison américains. Les Indiens sont repoussés avec soixante-dix morts, contre trois dans les rangs des chasseurs. Cette bataille entraîna une grande campagne de l'armée, commandée par William T. Sherman et Philip Sheridan, afin de s'assurer le contrôle des plaines du sud. Les Indiens pacifiques furent maintenus dans leur réserve avant le début de la campagne. Diverses colonnes encerclèrent les guerriers Indiens hostiles, et divers accrochages eurent lieu pendant l'été. La plus importante action est la prise le 26 septembre, avec deux tués parmi les Indiens, de plusieurs villages, dans le canyon de Palo Duro, par le colonel Mackenzie.
  - Les campagnes d'hiver de l'armée américaine, renforcée par plusieurs détachements, aboutissent à la reddition des principaux chefs au printemps 1875. Leurs guerriers étaient affamés par le manque de bisons.
- 9 juin 1874 : mort de Cochise, chef de la tribu apache des Chiricahua. Son fils ainé Taza lui succède.
- 1875 : mort du chef kiowa Kicking Bird.

### Guerre des Black Hills (1876)
- 1874 : annonce par le lieutenant-colonel Custer de la découverte d'or dans les montagnes sacrées sioux des Black Hills. La ruée vers l'or provoquée entraîne des accrochages entre Sioux, Cheyennes et armée des États-Unis.
  - 17 juin 1876 : le général George Crook, avec 1 050 soldats et 260 éclaireurs crows et shoshones, est attaqué dans la vallée de la Rosebud, par environ 750 guerriers de Crazy Horse (« Cheval Fou ») ; les pertes sont faibles de chaque côté (10 tués et 20 blessés pour les États-Unis, 50 pour les Amérindiens), et Crook doit rebrousser chemin. Cette bataille est appelée par les Américains bataille de la Rosebud, et par les Indiens Bataille où la fille sauva son frère (une jeune Cheyenne vint au secours de son frère pris sous son cheval mort).
  - 25 juin 1876 : bataille de Little Bighorn : le lieutenant-colonel Custer, du 7e de cavalerie, et 260 de ses hommes sont tués par les Cheyennes de Two Moon et les Sioux des chefs Sitting Bull et Crazy Horse. Cette bataille a un grand retentissement dans l'opinion publique, et Custer devient une figure mythique.
  - 9 et 10 septembre 1876 : le général George Crook, poursuivant les Indiens victorieux à la bataille de Little Bighorn, surprend le campement d'American Horse (« Cheval Américain »). Ses deux mille soldats brûlent le campement ; la contre-attaque des 800 guerriers Sioux Oglalas de Tashunca-Uitco, dit « Crazy Horse », qui campaient à proximité est repoussée sans mal par le général Crook qui dispose de 2 000 cavaliers. American Horse est tué dans la bataille.
  - 7 septembre 1877 : mort violente de Crazy Horse à Fort Robinson (Little Big Man y aurait participé), alors que les Sioux Oglalas avait fait leur reddition et s'étaient rendus dans une réserve.
- 1876 : mort de Taza, chef de la tribu apache des Chiricahua. Son frère cadet Naiche lui succède. Il partage le pouvoir avec Geronimo.

### Guerre des Nez-Percés (1877)

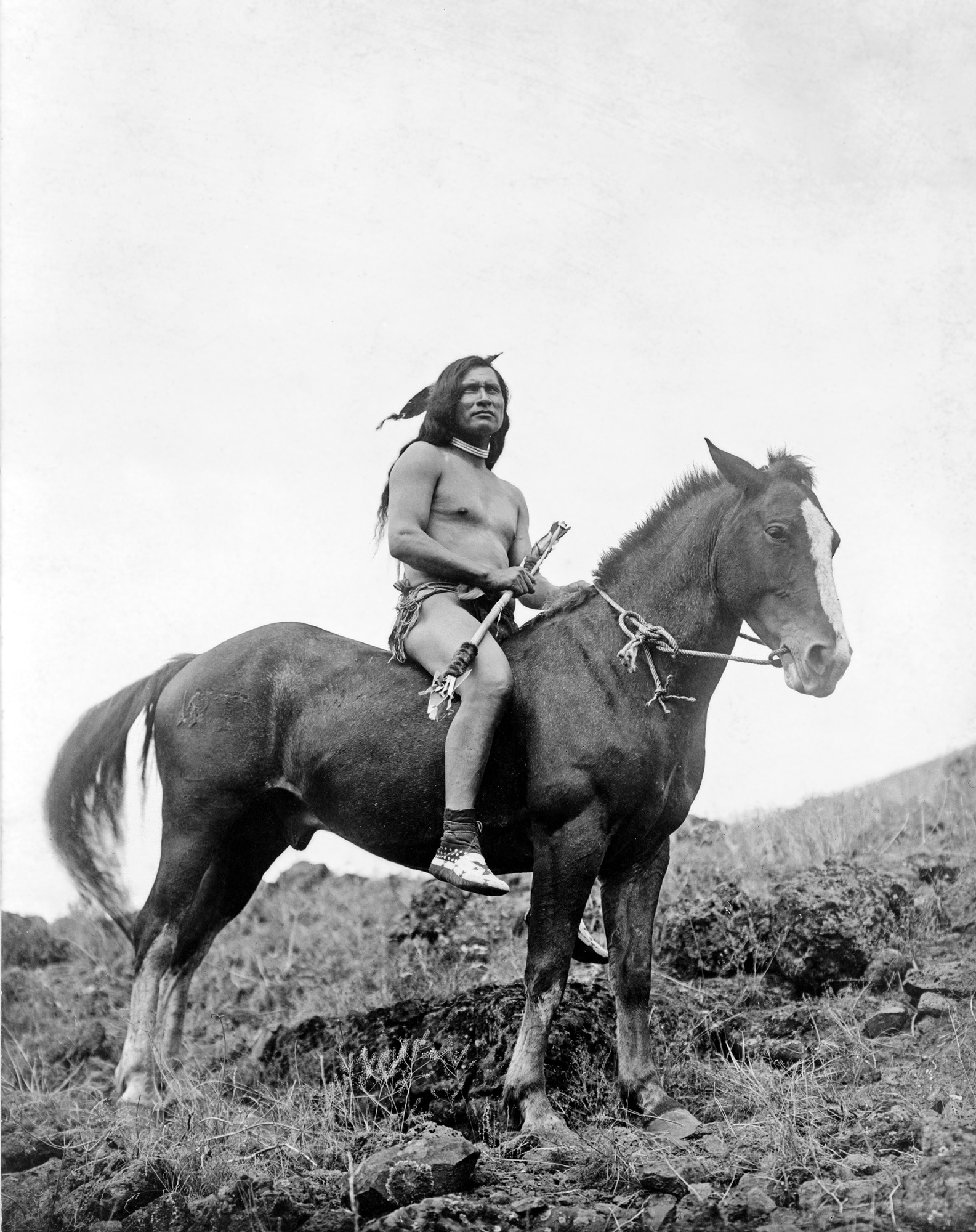
Guerrier amérindien des Nez-Percés.

La pression des colons conduit à un premier traité délimitant le territoire Nez-Percés en 1855. Traité dont le gouvernement des États-Unis demande la révision en 1863, en diminuant la surface de la réserve de 90 %. Certains chefs, dont Lawyer signent ce traité, et vont dans une réserve de l'Idaho. Cinq tribus refusent d'être enfermées dans une réserve, dont celle de Vieux Chef Joseph. Son fils Jeune Chef Joseph continue de refuser ce traité, et d'entretenir de bonnes relations avec les autorités de Wallowa. Celles-ci décident en 1873 que les terrains occupés par les colons ont été acquis illégalement, et leur demandent de les évacuer.
En 1876, la bataille de Little Bighorn accroît la pression de l'armée pour que les Indiens soient confinés dans leurs réserves. Mais les Nez-Percés ne trouvant pas de terrain convenable dans la réserve en Idaho, refusent, jusqu'à l'ultimatum du général Oliver O. Howard, le 3 mai 1877. Les Nez-Percés restants libres se divisent en trois groupes : certains rejoignent la réserve, d'autres se dirigent vers les plaines à bisons, le dernier groupe tente de s'échapper au Canada.
- 1878 : mort du chef Kiowa Satanta.

### Guerre des Cheyennes (1878-79)

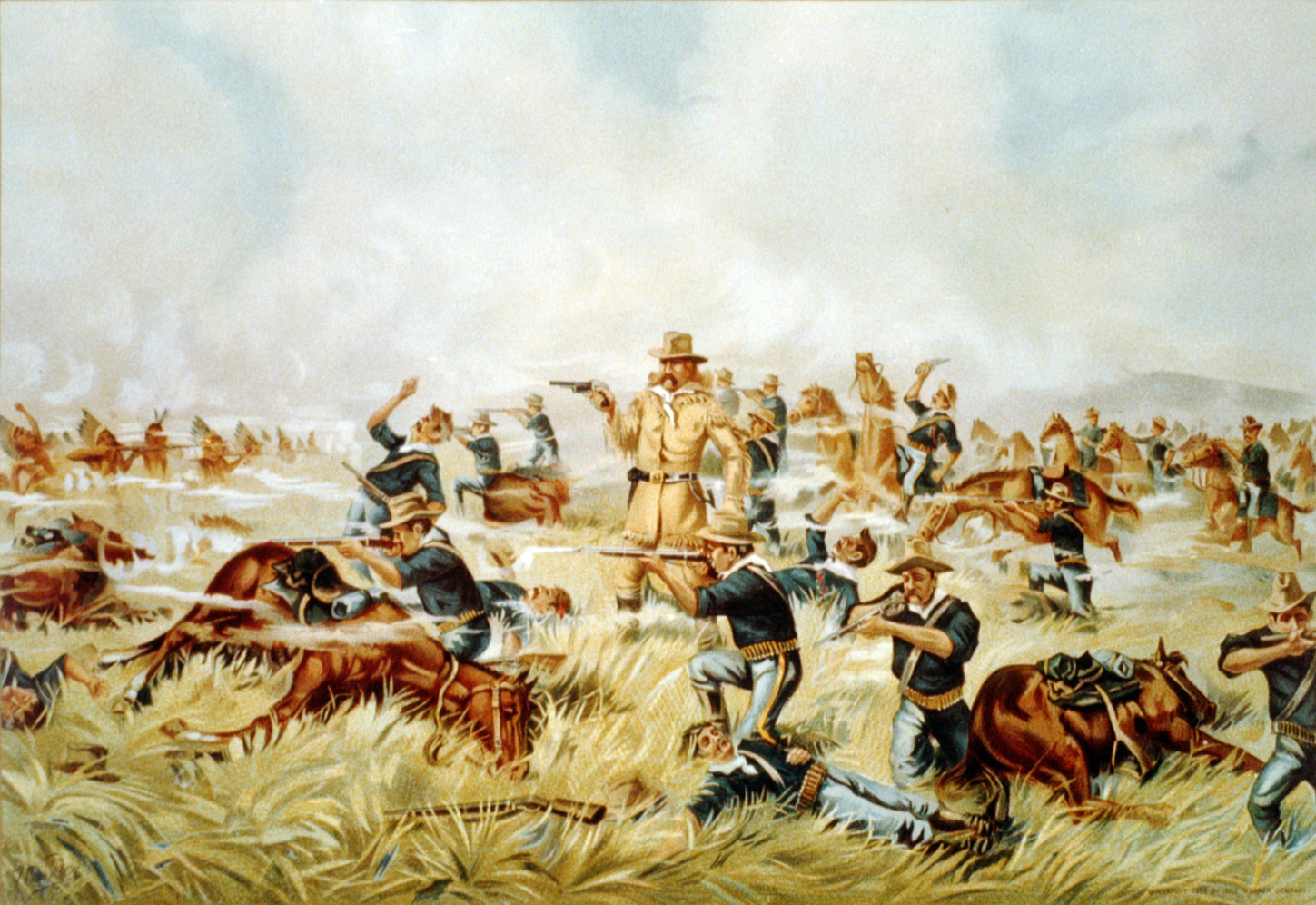
Bataille de Little Bighorn.

Après le traité de Fort Wise, contesté par les Cheyennes pour cause de corruption, en pleine ruée vers l'or de Pikes Peak, dans le Colorado, les Cheyennes furent victimes en 1864 du massacre de Sand Creek pendant lequel la milice du Colorado tua 150 Cheyennes, dont au moins 50 civils. Tôt le matin du 27 novembre 1868 commença la bataille de Washita River lorsque le lieutenant-colonel de l'Armée des États-Unis George Armstrong Custer mena la 7e de cavalerie dans l'attaque d'une bande de Cheyennes coupables de raids dirigés par le chef Black Kettle. 148 Cheyennes furent tués, dont environ 20 femmes et enfants. Les Cheyennes du Nord, et quelques Cheyennes du Sud participèrent à la bataille de Little Bighorn (25 juin 1876). Avec les Lakotas et une petite bande d'Arapahos, ils annihilèrent George Armstrong Custer et son contingent près de la rivière Little Bighorn. On estime la population du campement des Cheyennes, Lakotas et Arapahos près du lieu de la bataille à environ 6 000 (dont 1 500 guerriers) ; ce qui en ferait le plus grand rassemblement amérindien en Amérique du Nord avant la généralisation des réserves.
Après la bataille de Little Bighorn, les tentatives de l'armée des États-Unis de capturer les Cheyennes s'intensifièrent. Un groupe de 972 Cheyennes fut déporté dans les Territoires indiens de l'Oklahoma en 1877. Là, les conditions de vie étaient terribles, les Cheyennes du Nord n'étant pas habitués au climat, et bientôt beaucoup furent atteints de malaria. En 1878, les deux principaux chefs, Little Wolf et Morning Star (Dull Knife), réclamèrent la libération des Cheyennes afin qu'ils puissent retourner vers le nord. La même année, un groupe d'environ 350 Cheyennes quitta les Territoires indiens en direction du nord, mené par ces deux chefs. Les soldats de l'armée et des volontaires civils, dont on estime le nombre total à 13 000, furent rapidement à leur poursuite. La bande se sépara rapidement en deux groupes. Le groupe mené par Little Wolf retourna dans le Montana. La bande de Morning Star fut capturée et escortée à Fort Robinson, au Nebraska, où elle fut séquestrée. On leur ordonna de retourner en Oklahoma, ce qu'ils refusèrent promptement et fermement. Les conditions devinrent de plus en plus difficiles à la fin de l'année 1878, et bientôt les Cheyennes furent confinés dans leurs quartiers, sans nourriture, ni eau, ni chauffage.
En janvier 1879, Morning Star et ses compagnons s'évadèrent de Fort Robinson. La plupart furent abattus en s'enfuyant du fort. On estime à 50 le nombre de rescapés, qui rejoignirent les autres Cheyennes du Nord dans le Montana. Grâce à leur détermination et à leur sacrifice, les Cheyennes du Nord ont gagné le droit de demeurer dans le Nord près des Black Hills. En 1884, par ordre de l'exécutif, une réserve destinée aux Cheyennes du Nord fut établie dans le sud-est du Montana. Cette réserve fut étendue en 1890, pour s'étendre de la réserve crow à l'ouest à la rivière Tongue à l'est.

### Guerre des Bannocks (1878)

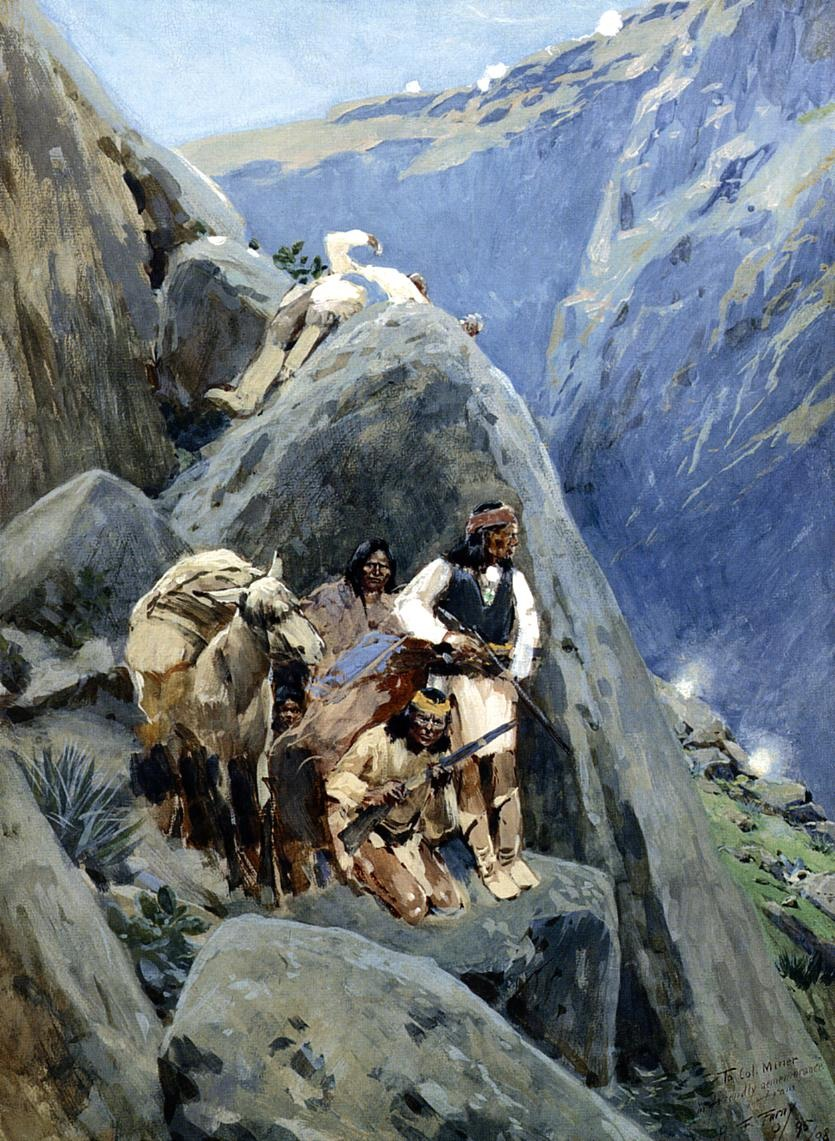
Apaches dans la montagne (Henry Farny).

- 1879 : révolte des Apaches mimbres menés par Victorio. Près de 400 colons et soldats sont tués.
- 1880 : Victorio est tué au Mexique et son groupe décimé.
- 1886 : Geronimo, dernier chef apache à résister à la déportation des siens dans une réserve se rend au général Miles.
- 8 février 1887 : vote du General Allotment Act ou Dawes Severalty Act par le Congrès, autorisant le président à vendre les terres indiennes à des particuliers, en petites parcelles. Ce lotissement est amplifié par le Burke Act de 1906. Il vise à supprimer la propriété collective des terres, et à transformer les Indiens en fermiers. Le restant est distribué aux colons, et l'Oklahoma devient un État en 1907.
- 1889 :
  - janvier : le chaman païute Wovoka a une vision, qui inspire la Danse des esprits. Le message : « laissez faire le grand esprit », est interprété comme un appel à la révolte ou comme un appel au fatalisme ;
  - avril : en application du General Allotment Act, le territoire des Cinq tribus civilisées, où les Indiens cherokees, séminoles, creeks, chickasaws et choctaws avaient été déportés dans les années 1830, est ouvert aux colons.
- 15 décembre 1890 : Sitting Bull, chef sioux, est tué au cours de son arrestation préventive (par crainte d'une révolte suscitée par la Danse des esprits).
- 29 décembre 1890 : massacre de Wounded Knee, massacre de 250 Indiens sioux miniconjous à Wounded Knee Creek, dont 130 civils et le chef Big Foot, par les soldats du 7e de cavalerie ; 25 Américains sont tués, certains victimes de tirs amis.
- 1896 : au recensement, les Indiens ne sont plus que 250 000.
- 1898 : bataille de Sugar Point.

## Prolongements auXXesiècle
- 1918 : bataille de Bear Valley.
- 1924 : la citoyenneté est accordée aux Indiens d'Amérique du Nord.
- 1934 : Indian Reorganization Act : l'État fédéral met fin au processus de parcellisation des terres indiennes, et reconnaît aux tribus indiennes le droit à l'autonomie.
- 1948 : le droit de vote est accordé aux Amérindiens par les États d'Arizona et du Nouveau-Mexique.
- 1953 : début du processus de termination, visant à la suppression des réserves indiennes.
- 1956 : le droit de vote est accordé aux Amérindiens par l'État de l'Utah.
- Années 1960 : stérilisation en masse des femmes amérindiennes — environ 40 % (controversé).
- 1968 : naissance de l'American Indian Movement.
- 1973 : le Mouvement des Indiens d'Amérique occupe Wounded Knee, où des Sioux ont été massacrés en 1890. L'armée et le FBI les assiègent pendant 73 jours, faisant plusieurs morts. Pendant les mois qui suivent, la répression du FBI et des groupes paramilitaires fait 65 morts.
- 1990 : crise d'Oka, au Québec : l'armée canadienne intervient pour expulser les Mohawks qui occupent un cimetière ancestral, qui doit être démoli pour la construction d'un golf.

#### Droit international
- Anthropologie juridique
- Peuple autochtone, Droit des peuples autochtones (Déclaration des Nations unies sur les droits des peuples autochtones)
- Terra nullius, Doctrine de la découverte, Colonialisme, Colonisation, Décolonisation, Droit des peuples à disposer d'eux-mêmes

#### Bulles pontificales
- Dum Diversas (1452), Romanus pontifex (1455), Aeterni regis (1481), Dudum siquidem (1493), Inter caetera (1493)

#### Études théoriques
- Études postcoloniales, Études décoloniales